# Michael L. Gernhardt
Michael Landon Gernhardt, född 4 maj 1956 i Mansfield, Ohio, är en amerikansk astronaut uttagen i astronautgrupp 14 den 5 december 1992.

## Rymdfärder
- STS-69
- STS-83
- STS-94
- STS-104